# رینا واکیساکا
رینا واکیساکا (انگلیسی: Reina Wakisaka؛ زادهٔ ۲ مهٔ ۱۹۹۵) بازیکن فوتبال اهل ژاپن است.